# 63 Virginis
63 Virginis är en misstänkt variabel i Jungfruns stjärnbild.
Stjärnan varierar mellan visuell magnitud +5,33 och 5,42 utan någon fastställd periodicitet.